# Apatemyia longipes
Apatemyia longipes är en tvåvingeart som beskrevs av Macquart 1846. Apatemyia longipes ingår i släktet Apatemyia och familjen parasitflugor. Inga underarter finns listade i Catalogue of Life.